# 響の森さだまさし25周年記念ライブ
『響の森さだまさし25周年記念ライブ』（ひびきのもり）は、1999年9月22日に発売されたさだまさしのライブ・アルバムである。

## 解説
1999年6月29日、東京厚生年金会館でのコンサートを収録したライブ・アルバムである。当夜の6日前にリリースされたばかりのオリジナル・アルバム『季節の栖～Twenty Five Reasons～』（他のミュージシャンが作詞や作曲で参加）を意識してか、通常のものとは異なり、佐田玲子、南こうせつといった他のミュージシャンが参加してのライブとなっている。

## 収録曲

### Disc 1
1. 多情仏心
作詞・作曲：さだまさし
2. 主人公
作詞・作曲：さだまさし/編曲：渡辺俊幸
3. Talk1
4. 雪の朝
作詞・作曲：さだまさし
5. 19才
作詞・作曲・編曲：さだまさし
6. Talk2
7. 精霊流し
作詞・作曲：さだまさし/編曲：渡辺俊幸
8. 長崎小夜曲
作詞・作曲：さだまさし/編曲倉田信雄
9. Talk3
10. あなたを愛したいくつかの理由（さだまさし 佐田玲子）
作詞・作曲：さだまさし/編曲：服部隆之/ステージ・アレンジ倉田信雄
11. ひまわり（佐田玲子）
作詞・作曲：さだまさし/編曲：服部隆之/ステージ・アレンジ倉田信雄

### Disc 2
1. Talk4
2. 北の国から〜遥かなる大地より〜
（作詞・作曲・編曲者のクレジットなし）
3. Talk5
4. 僕の胸でおやすみ（さだまさし 南こうせつ）
作詞・作曲：山田つぐと/編曲：倉田信雄
5. Talk6
6. 歌紡ぎの小夜曲（さだまさし 南こうせつ）
作詞：さだまさし/作曲：南こうせつ/編曲：渡辺俊幸
7. Talk7
8. ムギ
作詞：来生えつこ/作曲：さだまさし/編曲：石川鷹彦/弦編曲：渡辺俊幸
9. Talk8
10. JONAH
原詞・曲：Paul Siomn/日本語作詞：さだまさし/弦編曲：渡辺俊幸
11. 前夜（桃花鳥(ニッポニア・ニッポン)）
作詞・作曲：さだまさし/編曲：渡辺俊幸

### Disc 3
1. Talk9
2. 天然色の化石
作詞・作曲：さだまさし/編曲：亀山社中/弦編曲：渡辺俊幸
3. まほろば
作詞・作曲：さだまさし/編曲：渡辺俊幸
4. 修二会
作詞・作曲：さだまさし/編曲：石川鷹彦/弦編曲：渡辺俊幸
5. Talk10
6. 桜月夜
作詞：谷村新司/作曲：さだまさし/編曲：渡辺俊幸
7. 夢の夢
作詞・作曲：さだまさし/編曲：渡辺俊幸
8. 秋桜
作詞・作曲：さだまさし/編曲：渡辺俊幸
9. Talk12
10. 風に立つライオン
作詞・作曲：さだまさし/編曲：渡辺俊幸

- 「秋桜」・Talk12・「風に立つライオン」はアンコール。